# Waterpolo masculino en los Juegos Mediterráneos

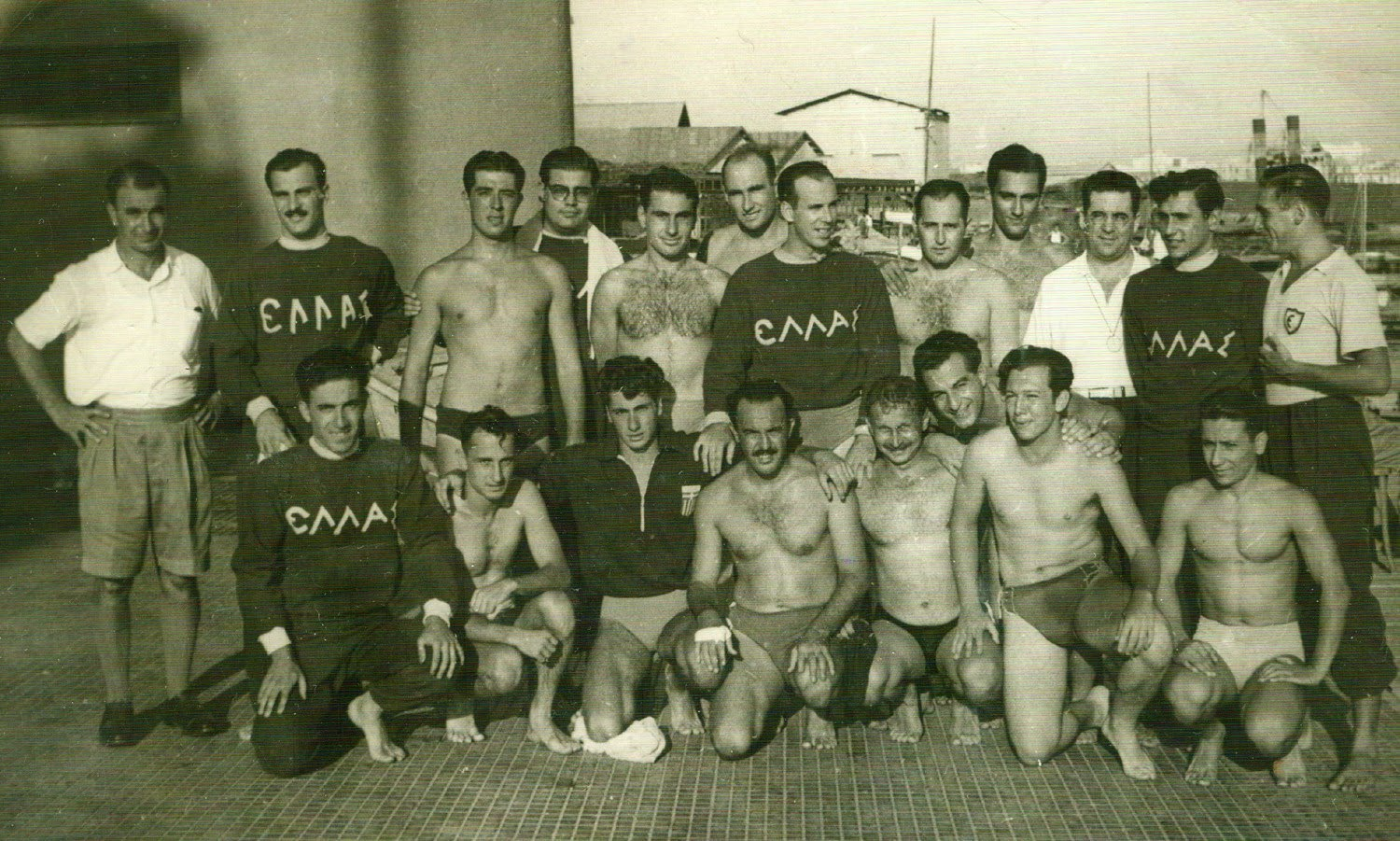
Juegos Mediterráneos de 1951 en Alejandría

El waterpolo masculino en los Juegos Mediterráneos es una competición de waterpolo integrada dentro de los Juegos Mediterráneos desde el inicio de los juegos en 1951.
En los Juegos Mediterráneos de 2018, se introdujo por primera vez la categoría femenina, siendo la única edición hasta el momento, ya que en los Juegos Mediterráneos de 2022 no volvieron a reaparecer.

## Historial
| Edición | Año  | Sede               | Oro                 | Plata      | Bronce                |
| ------- | ---- | ------------------ | ------------------- | ---------- | --------------------- |
| XIX     | 2022 | Orán               | Serbia              | Montenegro | España                |
| XVIII   | 2018 | Tarragona          | Serbia              | Grecia     | Montenegro            |
| XVII    | 2013 | Mersin             | Croacia             | España     | Grecia                |
| XVI     | 2009 | Pescara            | Serbia              | España     | Italia                |
| XV      | 2005 | Almería            | España              | Italia     | Serbia y Montenegro   |
| XIV     | 2001 | Túnez              | España              | Italia     | Francia               |
| XIII    | 1997 | Bari               | Serbia y Montenegro | Croacia    | España                |
| XII     | 1993 | Languedoc-Rosellón | Italia              | Croacia    | Grecia                |
| XI      | 1991 | Atenas             | Italia              | Yugoslavia | Grecia                |
| X       | 1987 | Latakia            | Italia              | España     | Turquía               |
| IX      | 1983 | Casablanca         | Yugoslavia          | España     | Italia                |
| VIII    | 1979 | Split              | Yugoslavia          | Italia     | España                |
| VII     | 1975 | Argel              | Italia              | Yugoslavia | España                |
| VI      | 1971 | Esmirna            | Yugoslavia          | Italia     | España                |
| V       | 1967 | Túnez              | Yugoslavia          | Italia     | España                |
| IV      | 1963 | Nápoles            | Italia              | Yugoslavia | Francia               |
| III     | 1959 | Beirut             | Yugoslavia          | Italia     | República Árabe Unida |
| II      | 1955 | Barcelona          | Italia              | Francia    | España                |
| I       | 1951 | Alejandría         | España              | Egipto     | Grecia                |